# Médaille militaire (Luxembourg)
Pour les articles homonymes, voir Médaille militaire (homonymie).
La Médaille militaire (allemand : Militärmedaille) est la plus haute décoration militaire du Luxembourg. Instituée le 30 octobre 1945  par Charlotte, grande-duchesse du Luxembourg, sur proposition de son fils le Prince Jean qui avait servi en tant qu'officier dans l'armée britannique de 1943 à 1944. Cette décoration peut être décernée pour services militaires exceptionnels à tout militaire sans distinction de grade.

## Description
La médaille est circulaire et en bronze. L'avers représente le profil de la Grande Duchesse Charlotte. Sur le pourtour, est écrit 
"Charlotte Grande-Duchesse de Luxembourg".  Le revers représente les armoiries du Grand-Duché de Luxembourg encadré par les chiffres 19 à gauche et 40 à droite en référence à l'année 1940, date de l'invasion du Grand-Duché par les troupes allemandes 

## Récipiendaires célèbres (par ordre chronologique de leur nomination)
- Général Dwight D. Eisenhower, 3 août 1945[4]
- le prince régent Charles de Belgique, 1 décembre 1945[4]
- le premier ministre britannique Winston Churchill, 14 juillet 1946[4]
- le maréchal Bernard Montgomery, 17 novembre 1948[4]
- le général Charles de Gaulle, 1 octobre 1963[4]
- le Major General des Etats-Unis d'Amérique (en) Patrick F. Cassidy, 8 juillet 1967[4]
- le soldat inconnu américain de la deuxième guerre mondiale, 22 octobre 1984[4]
- Jean (grand-duc de Luxembourg), 17 décembre 2002[4]
- le (en) caporal américain Richard Brookins, 2016